# بردأسياب
بردأسياب (بالفارسية: بردآسیاب) هي قرية تقع في قسم تششمة لنغان الريفي (مقاطعة فريدون شهر) في إيران. يقدر عدد سكانها بـ 19 نسمة بحسب إحصاء 2016.